# Хрест Мон-Руаяль
Хрест на Мон-Руаялі (фр. Croix du mont Royal) — пам'ятник, що знаходиться на північно-східній стороні гори Мон-Руаяль у Монреалі.

## Історія
Перший хрест на Мон-Руаяль був поставлений у 1643 році засновником Монреаля французьким офіцером Полем Шомеді де Мезонневем в знак подяки Діві Марії за позбавлення від повені, який погрожував Монреалю.
Сучасний сталевий хрест висотою 31,4 метра й вагою 26 тонн був встановлений у 1924 році за ініціативою Товариства Святого Івана Хрестителя, яке провело акцію в Квебеку, зібравши кошти для зведення хреста. Із 1924 року хрест належить міській владі.
У 1992 році хрест був обладнаний волоконно-оптичною ілюмінацією, яка дозволяла підсвічувати його в темну пору доби. У 1992 році, коли відзначалося 350-річчя заснування Монреаля, на хресті була встановлена пам'ятна дошка, в яку була вмонтована капсула часу. На пам'ятній дошці зображено написи дітей і їхні малюнки майбутнього Монреаля 2142 року, коли капсула повинна бути відкрита.
На рубежі 2008 і 2009 років хрест був відключений від підсвічування на п'ять місяців, коли на ньому встановлювалася світлодіодна ілюмінація. Сьогодні хрест підсвічується різними кольорами, інформуючи про певні події. У звичайний час хрест висвітлюється білим кольором, після смерті Римського папи і до обрання нового Римського папи хрест висвітлюється фіолетовим кольором. У першому випадку за освітлення відповідає міська влада; при випадках, пов'язаних з Римським Понтифіком відповідальність покладена на архідієцезію Монреаля. У день Івана Хрестителя, коли відзначається Національне свято Квебека, хрест горить синім кольором. Іноді в пам'ять про загиблих від СНІДу на хресті включають червоний колір ілюмінації. 28 березня 2009 року хрест був відключений на 1 годину під час всесвітньої акції Година Землі.
Відставка папи Бенедикта XVI створила дилему: яким кольором висвітлювати хрест до обрання нового папи. Вирішено було висвітлювати хрест білим кольором до виборів папи (13 березня 2013 року обраний Франциск).

## Галерея

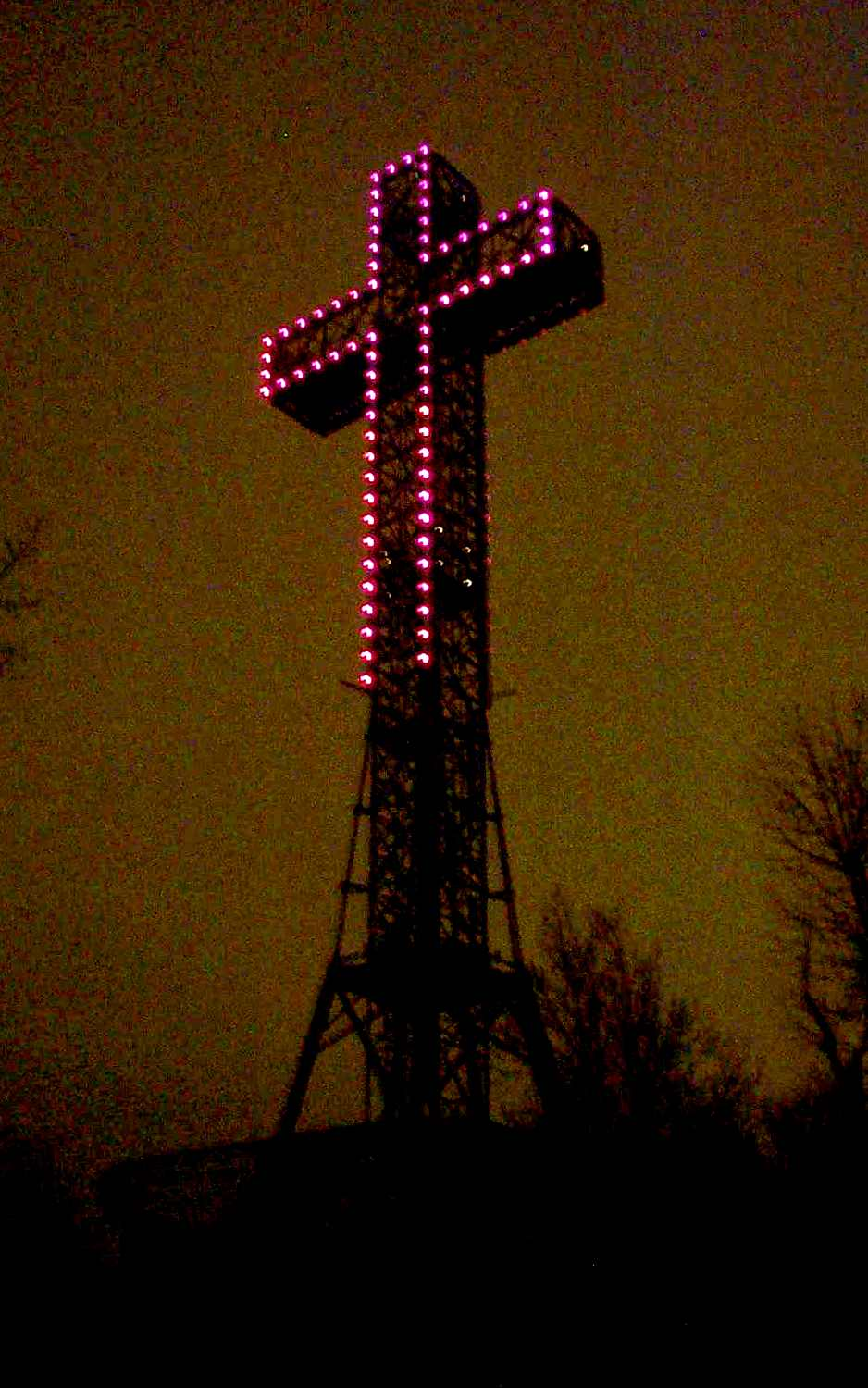
Хрест, підсвічений фіолетовим кольором після смерті папи Івана Павла II в квітні 2005
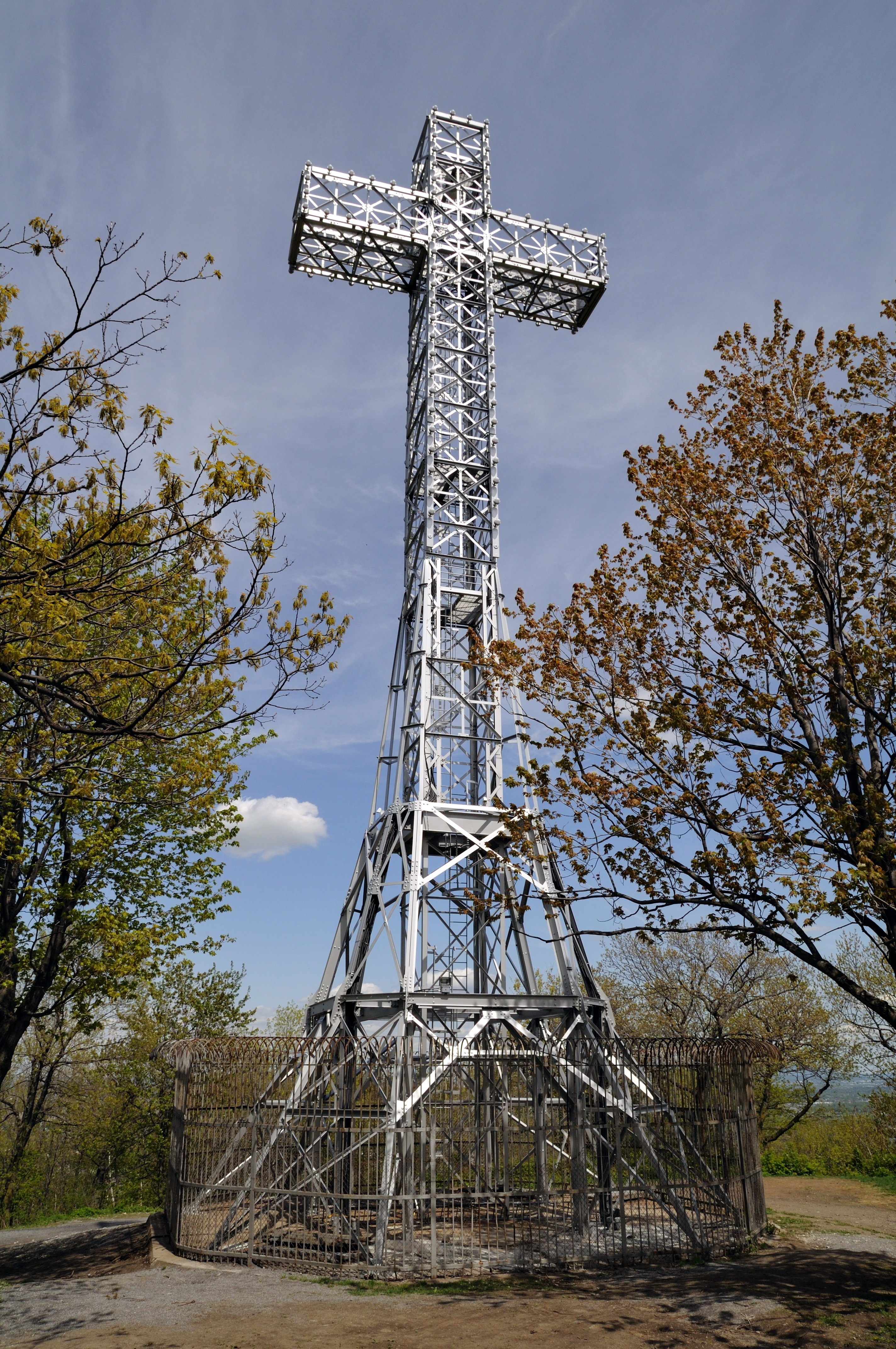
Хрест у травні 2009